# Sphenophyllum
Genre
Sphenophyllum est un genre de plantes fossiles ayant vécu au Carbonifère il y a environ entre 360 à 300 Ma (millions d'années). Ce sont des plantes rampantes qui s’enroulaient autour des Calamites.